# Purpurbröstad filentoma
Purpurbröstad filentoma (Philentoma velata) är en fågel i familjen vangor inom ordningen tättingar.

## Utseende och läte
Filentomor är medelstora tättingar som närmast påminner om monarker i kroppsbyggnaden. Fjäderdräkten är mörkt skifferblå med svart ansikte och hos hanen en vinröd fläck på bröstet. Sången består av en mycket vacker serie med klara, klockliknande visslingar. Lätena är däremot hårda.

## Utbredning och systematik
Purpurbröstad filentoma förekommer i Sydostasien. Den delas in i två underarter med följande utbredning:
- Philentoma velata velata - förekommer i de låglänta skogarna på Java
- Philentoma velata caesia - förekommer i södra Myanmar, Thailand, Malaysia, Sumatra, Borneo och Java

## Familjetillhörighet
Släktet har länge flyttats runt mellan olika familjer. Fram tills nyligen placerades arterna istället i familjen skogstörnskator (Tephrodornithidae) med släktena Hemipus och Tephrodornis. Studier visar dock att denna grupp är nära släkt med vangorna och flyttas nu allmänt dit.

## Levnadssätt
Purpurbröstad filentoma bebor skogar i lågland och lägre bergstrakter. Där rör den sig obemärkt på medelhög till hög höjd i träden och plockar insekter. 

## Status och hot
Arten har ett stort utbredningsområde, men tros minska i antal, dock inte tillräckligt kraftigt för att den ska betraktas som hotad. Internationella naturvårdsunionen IUCN listar arten som nära hotad (NT).